# Diguetidae
Diguetidae F.O.P.-Cambridge, 1899 è una famiglia di ragni appartenente all'infraordine Araneomorphae.
Da alcuni aracnologi è considerata una sottofamiglia della famiglia Plectreuridae.

## Etimologia
Il nome deriva dal collezionista e raccoglitore Diguet, i cui esemplari furono esaminati dall'aracnologo Eugène Simon che da questo studio trasse un articolo scientifico pubblicato sul Bulletin du Muséum National d'Histoire Naturelle del 1895.

## Caratteristiche
Sono ragni piuttosto primitivi, hanno sei occhi, le femmine sono aplogine, prive cioè di genitali veri e propri e le loro ragnatele sono irregolari e aggrovigliate, nelle quali costruiscono un rifugio a guisa di cono (da cui il nome inglese coneweb spiders), dove all'occorrenza si nascondono e depongono le uova.

## Distribuzione
È una piccola famiglia composta di soli due generi; prediligono l'ambiente desertico degli stati occidentali degli USA, del Messico e di alcuni stati dall'America Meridionale (Cile, Brasile e Perù).

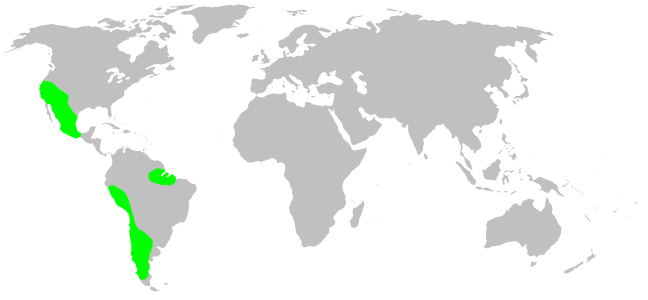
Diguetidae - distribuzione

## Etologia
I membri del genere Diguetia costruiscono le loro ragnatele fra arbusti o tra fusti di cactus. 
Hanno la stessa conformazione degli occhi della famiglia Sicariidae, ragni velenosi, ma non si ha notizia che il loro morso sia pericoloso per gli esseri umani. Comunque alcune specie del genere Diguetia hanno ghiandole velenifere molto sviluppate e altri caratteri che, secondo l'aracnologo Gertsch, li avvicinerebbe tassonomicamente alla famiglia Plectreuridae.

## Tassonomia
Attualmente, a novembre 2020, si compone di 2 generi, 15 specie e due sottospecie:
- Diguetia Simon, 1895 - Stati Uniti occidentali, Messico, Argentina
- Segestrioides Keyserling, 1883 - Cile, Brasile, Perù